# MariaDB
A MariaDB egy többfelhasználós, többszálú, SQL-alapú relációsadatbázis-kezelő szerver, egy MySQL-fork.
Mivel kompatibilis a MySQL-lel, a MariaDB is lehet a LAMP adatbázisszervere.

## Jellemzői
A MariaDB célja a MySQL-lel való nagyfokú kompatibilitás, hogy azt egyszerűen helyettesítse.
A verziószámozása a MySQL-t követi, azonban az 5.5-ös verzió felett saját számozást használ 10-től kezdődően, ami az 5.6-os verzió minden szolgáltatását magába foglalja.

## Kiegészítések a MySQL-hez képest

### Plusz adatbázismotorok
- Aria
- XtraDB (az InnoDB helyettesítésére)
- FederatedX (a Federated helyettesítésére)
- OQGRAPH (az 5.2 verzió újdonsága, az 5.5-ben azonban nem volt elérhető)
- SphinxSE (az 5.2 verzió újdonsága)
- IBMDB2I (az Oracle eltávolította a MySQL 5.1.55-től kezdődően, de a MariaDB-ben az 5.5 verzió óta megtalálható.)
- TokuDB (MariaDB 5.5 és MariaDB 10.0)
- Cassandra (MariaDB 10.0)
- CONNECT (MariaDB 10.0)
- SEQUENCE (MariaDB 10.0)
- Spider (MariaDB 10.0)
- PBXT (MariaDB 5.1, MariaDB 5.2, MariaDB 5.3.)[3]

## Használók
Az alábbi rendszerek és szoftvertárolók tartalmazzák a MariaDB-t:

### Linuxdisztribúciók
- Arch Linux
- ALT Linux
- Chakra Linux
- Debian
- Fedora
- Gentoo
- openSUSE
- GNU/Linux KDu
- Mageia
- Manjaro Linux
- Parabola GNU/Linux
- Red Hat Enterprise Linux
- Slackware
- SUSE
- SaltOS
- Ubuntu

### BSDdisztribúciók
- Dragonfly BSD
- FreeBSD
- OpenBSD

### OS X
- Homebrew
- MacPorts

### Közismert weboldalak és szervezetek
- Wikimédia Alapítvány[5]
- Mozilla[6]